# Александров, Александр Алексеевич
Алекса́ндр Алексеевич Алекса́ндров (прозвище «Фагот»; род. 28 ноября 1957, Ленинград) — советский и российский рок-музыкант, композитор. Участник групп «Аквариум», «Звуки Му», «Три О».

## Биография
Родился 28 ноября 1957 года в семье музыкантов. Поступил в музыкальную школу, где учился на фортепиано, потом на кларнете. Учился по классу фагота в Ленинградском музыкальном училище им. М. П. Мусоргского (1974—1978).
В 1975 году выступает как музыкант в театре Эрика Горошевского, в оркестровой яме знакомится с музыкантами группы «Аквариум», подружился с Всеволодом Гаккелем.
Вместе с Александром Ляпиным играл в группе «Ну, погоди!». С 1976 года начинает играть в «Аквариуме», но в 1977 году его призывают в армию, где он вынужден служить до 1979 года. Возвратившись из армии, продолжает играть в «Аквариуме» до 1981 года.
В 1980—1984 годах играл в «Трио современного джаза» с Сергеем Курёхиным и Анатолием Вапировым.
В 1981—1985 годах учился в Ленинградской государственной консерватории им. Н. А. Римского-Корсакова.
В середине 1980-х Пётр Мамонов приглашает его в свою группу «Звуки Му».
В 1986 году женился на легендарной московской организаторше концертов Антонине «Тоньке Акуле» Крыловой.
В конце 1986 года принял участие в записи единственного альбома московской группы «Среднерусская возвышенность».
С конца 1980-х Фагот постоянно работает с Сергеем Летовым в джаз-авангардном ансамбле «Три О».
С начала 1990-х годов много играет и работает как композитор в документальном и научно-популярном кино, в основном в Германии и во Франции.
Также играет в группе «ОтЗвуки Му» и в проекте «Коровьев и Фагот»
В 1999 году написал музыку к спектаклю «Пиковая дама» театра Образцова.